# Kymatolejeunea
Kymatolejeunea là một chi rêu trong họ Lejeuneaceae.